# 곱 (밴드)
곱(Gob)은 캐나다의 펑크 록 밴드이다.